# Rebecca Benson
Rebecca Benson es una actriz escocesa. Ha aparecido en series como Vera y Shetland. Además, apareció junto a Michael Fassbender en la película de 2015, Macbeth.
En 2016 se unió al reparto de la serie Game of Thrones en la sexta temporada como Talla Tarly, hermana de Samwell Tarly.
Ms. Benson tuvo el papel protagónico de "Eli" en la producción del National Theatre de Escocia, "Let the Right One In," en enero de 2015.

## Filmografía

### Películas
| Year | Title   | Role               |
| ---- | ------- | ------------------ |
| 2014 | Macbeth | Doncella sirvienta |

### Televisión
| Año  | Título             | Papel                      | Notas                           |
| ---- | ------------------ | -------------------------- | ------------------------------- |
| 2013 | Vera               | Ruthie Culvert             |                                 |
| 2014 | Shetland           | Sally Henry                |                                 |
| 2016 | Game of Thrones    | Talla Tarly                | 1 episodio                      |
| 2016 | The Crown          | Enfermera de la reina Mary |                                 |
| 2017 | The White Princess | Margaret Pole              |                                 |
| 2017 | Doctor Who         | Kar                        | Episodio: "The Eaters of Light" |